# Антоніо де Небріха
Антóніо де Небрі́ха (ісп. Antonio de Nebrija, або de Lebrija, справжнє ім'я Antonio Martínez de Cala y Harana del Ojo; * Лебріха, 1441 — †Алькала-де-Енарес, 1522) — іспанський філолог, історик, педагог, граматист і поет.

## Біографія
У місцях свого перебування він був відомий як Лебріха, а також як Еліо Антоніо з Аеліуса, псевдонім, який він взяв, перебуваючи в латинських країнах. Завершивши вивчення риторики й граматики в Університеті Саламанки, він у віці 19 років виїхав до Італії, де продовжив свої заняття в Університеті Болоньї, повністю присвятивши себе, крім інших предметів, латинській, грецькій, єврейській мовам, і, звичайно, граматиці.
Повернувшись до Іспанії в 1473 році, він професорував в університетах Севільї та Саламанки, написав також граматику латинської мови, створив латино-іспанський та іспано-латинський словники й ряд інших лінгвістичних праць. Небріха вважається засновником філологічної науки в Іспанії.
«Граматика іспанської мови» (Grammatica castellana, 1492) — перший повний опис граматики іспанської мови, зроблений фактично на порожньому місці. Книга неодноразово перевидавалася, нею користувалися або її наслідували автори наступних граматик. Видані дещо пізніше «Правила іспанської орфографії» (Reglas de orthographia en la lengua castellana, 1517), по суті повторювали викладене в «Граматиці», містять формулювання загальних принципів графіки і їхнього застосування в іспанській мові.
Антоніо де Небріха запропонував версію походження назви «Іспанія» від іберійського слова Hispalis, що означає «місто західного світу».
Він зміг геніальним способом і з високою точністю обчислити довжину градуса земного меридіана.

## Література

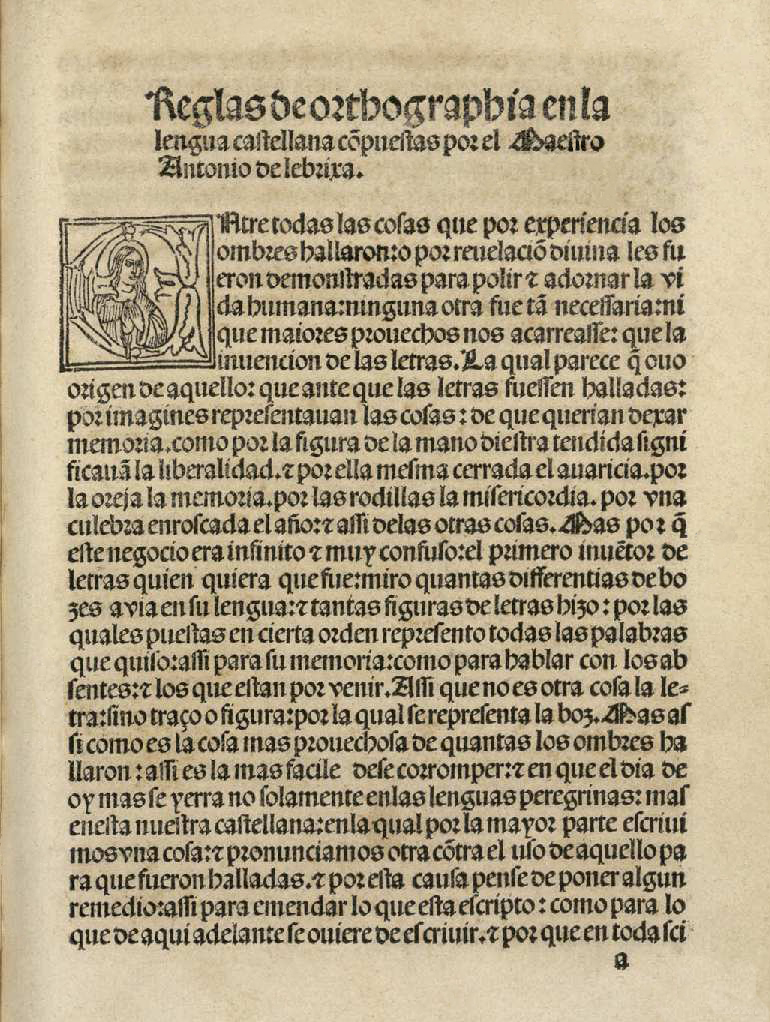
Reglas de orthographia en la lengua castellana (1517).